# Ceriagrion lieftincki
Ceriagrion lieftincki là một loài chuồn chuồn kim trong họ Coenagrionidae.
Ceriagrion lieftincki được Asahina miêu tả khoa học năm 1967.